# Mark Pellington
Mark Pellington (Baltimora, 17 marzo 1962) è un regista, produttore cinematografico, produttore televisivo e attore statunitense.

## Biografia
Nato nel Maryland, ha diretto il film The Mothman Prophecies - Voci dall'ombra con Richard Gere (nel quale si parla di morti misteriose per mano di una misteriosa creatura, e di tragiche profezie, Mothman) e anche Arlington Road - L'inganno del 1999, con Tim Robbins e Jeff Bridges.
Pellington ha anche lavorato con numerosi artisti musicali per realizzare svariati video, tra i quali i Pearl Jam, gli U2 e i Foo Fighters e anche con la cantante Demi Lovato per la realizzazione del video ufficiale del singolo "Skyscraper".
Conta anche delle piccole comparse come attore nei film The Mothman Prophecies - Voci dall'ombra, Quasi famosi e Jerry Maguire.
Nel 1996 ha diretto una mini-serie chiamata The United States of Poetry per la PBS, vincendo l'INPUT Award nello stesso anno.

## Filmografia

### Cinema
- Vivere fino in fondo (Going All the Way) (1997)
- Arlington Road - L'inganno (Arlington Road) (1999)
- The Mothman Prophecies - Voci dall'ombra (The Mothman Prophecies) (2002)
- Henry Poole - Lassù qualcuno ti ama (Henry Poole Is Here) (2008)
- Under the Blue Sky (2008)
- Electric God (2009)
- I Melt with You (2011)
- Adorabile nemica (The Last Word) (2017)
- Nostalgia (2018)

### Televisione
- Punch and Judy Get Divorced - film TV (1992)
- United States of Poetry - miniserie tv (1995)
- Homicide: Life on the Street - serie tv, 1 episodio (1997)
- Cold Case - serie TV (2005)
- Blindspot - serie TV (2015)
- Survive  - serie TV (2020)

### Documentari
- U2: Achtung Baby (1992)
- '74-'75 (1993)
- Pearl Jam: Single Video Theory (1998)
- Destination Anywhere: The Film (1997)
- U2 3D (2007)

### Video musicali
- "Jeremy" dei Pearl Jam - 1992
- "One" degli U2 - 1992
- "Rooster" degli Alice in Chains - 1993
- "Beautiful Girl" degli INXS - 1993
- "Hobo Humpin' Slobo Babe" dei Whale - 1994
- "Tomorrow" dei Silverchair - 1995
- "Ladykillers" dei Lush - 1996
- "We're in This Together" dei Nine Inch Nails - 1999
- "Lonesome Day" di Bruce Springsteen - 2002
- "Do You Realize??" dei The Flaming Lips (Versione per il Regno Unito) - 2002
- "Gravedigger" di Dave Matthews - 2003
- "Best of You" dei Foo Fighters - 2005
- "Falling By the Way Side" dei People in Planes - 2005
- "74-75" dei The Connells - 1995
- "Everybody's Changing" dei Keane - 2005
- "How to Save a Life" dei The Fray - 2006
- "Soulmate" di Natasha Bedingfield - 2007
- "Hold My Hand" di Michael Jackson (duet with Akon) - 2010
- "Skyscraper" di Demi Lovato - 2011
- "Feral Love" di Chelsea Wolfe - 2014
- "Final Masquerade" di Linkin Park - 2014
- "Human Race" di Three Days Grace - 2015
- "Tell Me You Love Me" di Demi Lovato - 2017
- "Next To Me" di Imagine Dragons - 2018